# Ennui
Ennui je gruzínská kapela založená roku 2012 ve městě Tbilisi. Řadí se do hudebního žánru funeral doom metal.

Ennui je slovo z francouzštiny, znamená nudu, podráždění či vnitřní bídu. Pro kapelu vyjadřuje „pocit naprosté lhostejnosti k životu“.
Debutové studiové album Mze Ukunisa vyšlo v roce 2012 pod hlavičkou ruského vydavatelství MFL Records. Druhé dlouhohrající album The Last Way vyšlo u stejného vydavatelství o rok později.

## Diskografie
Studiová alba
- Mze Ukunisa (2012)
- The Last Way (2013)
- Falsvs Anno Domini (2015)
- End of the Circle (2018)

Split nahrávky
- Immortal in Death (2014) – společně s kapelou Aphonic Threnody
- Escapism (2014) – společně s ruskou kapelou Abstract Spirit